# Сулавесский гологлазый пастушок
Сулавесский гологлазый пастушок (лат. Gymnocrex rosenbergii) — вид птиц из семейства пастушковых (Rallidae). Распространён на индонезийских островах Сулавеси, Пеленг и Бутон.

## Описание
Небольшой пастушок длиной около 30 см с короткими крыльями и длинными ногами. Длина крыла варьирует от 194 до 208 мм, хвоста — от 70 до 74 мм и цевки — от 67,5 до 73 мм. Половой диморфизм не выражен. Верхняя часть тела и крылья рыжевато-коричневые. Уздечка, макушка, бока головы, подбородок и вся нижняя часть тела серовато-чёрные. Голая кожа вокруг глаз и за глазами кобальтово-синяя. Радужная оболочка от коричневого до красного цвета. Клюв зеленовато-жёлтый. Ноги и ступни от коричневато-серого до желтовато-зелёного и зелёного цвета.
У сходного по размерам и внешнему виду сулавесского пастушка, обитающего в данном районе, лицо, мантия и грудь серого цвета; отсутствует голубое пятно вокруг глаз.

## Распространение и среда обитания
Сулавесский гологлазый пастушок — эндемик индонезийского острова Сулавеси, а также относительно небольших островов Пеленг и Бутон, расположенных у его восточной оконечности. Обитает в густых первичных и старых вторичных тропических вечнозеленых (иногда относительно сухих) лесах, на высоте от 150 до 1700 м. Предпочитает густой подлесок, состоящий из небольших деревьев, вьющихся пальм подсемейства Calamoideae и бамбука, а также заросли вдоль ручьев и водоёмов. Встречается также в густых низких кустарниковых зарослях на недавно заброшенных рисовых полях. Очень плохо летает и поэтому, по-видимому, ведет в основном наземный образ жизни.
Питается преимущественно насекомыми (в том числе Coleoptera) и улитками. Биология размножения практически не изучена. Сезон размножения приходится на декабрь—январь.